# 上野敬三 (野球)
上野 敬三（うえの けいぞう、1961年6月28日 - ）は、和歌山県出身の元プロ野球選手（内野手）である。

## 来歴・人物
箕島高では、遊撃手として活躍。高校2年次の1978年には、夏の選手権に出場。3回戦の中京高戦では先発投手も務め、7回まで4-2とリードするも8回表に栗岡英智に逆転3ラン本塁打を浴び敗戦投手となった。3年次の1979年は、春のセンバツと夏の選手権に5番・遊撃手として出場。公立校では初となる春夏連覇を果たした。夏3回戦の対星稜高戦では、4回裏にヒットエンドラン、そして延長18回裏にサヨナラタイムリーを放ち勝利に貢献した（箕島対星稜延長18回）。
1979年のプロ野球ドラフト会議で読売ジャイアンツから4位指名を受け入団。
入団後の春季キャンプ中に腰痛を発症し、1981年はシーズン前に任意引退選手、練習生扱いとなって同オフに退団。

## 詳細情報

### 年度別投手成績
- 一軍公式戦出場なし

### 背番号
- 49 （1980年）
- 55 （1981年）